# Polish Psychologists' Association
Polish Psychologists’ Association  (PPA) zrzesza polskich specjalistów z dziedziny psychologii i nauk pokrewnych. Do stowarzyszenia należą psychologowie różnych specjalności, pedagogowie i socjologowie, mieszkający i praktykujący w Wielkiej Brytanii. Celem PPA jest tworzenie źródła wsparcia i pomocy psychologicznej dla rodaków żyjących na emigracji poprzez oferowanie szerokiego zakresu bezpłatnych usług: pomocy psychologicznej, psychoterapii, coachingu, doradztwa zawodowego, rozwoju osobistego jak i różnego rodzaju szkolenia.
Organizacja nieprzerwanie działa od 2006 roku i zrzesza kilkuset wolontariuszy. PPA posiada swoje oddziały na terenie Londynu, Oxfordu, Cambridge, Cheltenham, Swindon oraz Slough.

## Misja i wartości
PPA działa dwutorowo, zgodnie z misją, podstawowym celem PPA jest oferowanie nieodpłatnej i powszechnie dostępnej pomocy psychologicznej dla Polaków w Wielkiej Brytanii. Drugim nadrzędnym celem jest działalność wewnątrz organizacji i umożliwienie wolontariuszom nabycia doświadczenia zawodowego oraz ich rozwój na szczeblu zawodowym jak i osobistym.
PPA w swoim szerokim działaniu kieruje się czterema wartościami: rozwój, jakość, przejrzystość i integralność.

## Historia
W 2006 roku w Londynie czwórka psychologów oraz socjologów: Agnieszka Major, Katarzyna Stefanicka, Agnieszka Lenton oraz Iwona Kuszpit założyły nieformalną organizację świadczącą usługi z zakresu indywidualnych konsultacji psychologicznych dla Polaków w Londynie. Początkowo organizacja działała pod nazwą Polish Psychologists’ Club (PCC). Z czasem oferta Klubu rozszerzyła swoją działalność o Biuro Karier, Poradnię Rodzinną, a także Dyżury Telefoniczne. W 2009 roku Klub przeobraził się w stowarzyszenie Polish Psychologists’ Association (PPA) i pod tą nazwą działa po dziś dzień. W marcu 2012 roku Charity Commission for England and Wales przyznała PPA status Registered Charity.

## Działalność
Do głównych zadań PPA należy:
- udzielanie konsultacji psychologicznych i pedagogicznych.

Pomoc osobom cierpiącym na przykład: depresję, stany lękowe, myśli samobójcze, bezsenność, zaburzenia odżywiania, doświadczające przemocy, mające problemy w relacjach, prześladowane czy dyskryminowane bądź będące w trakcie kryzysu życiowego:
- służenie pomocą i radą w Poradni Rodzinnej;
- pomoc w pokonywaniu uzależnień (narkotyki, papierosy, alkohol);
- oferowanie szkoleń dla osób dorosłych oraz nastolatków z zakresu rozwoju osobistego, budowania ścieżki kariery;
- prowadzenie „Grupy Wsparcia”, której działanie jest ukierunkowane na poprawienie jakości życia, możliwość wymiany poglądów i nawiązania trwałych kontaktów;
- prowadzenie projektu „Akademia Kobiety”;
- doradztwo w Biurze Karier;
- warsztaty dla dzieci i młodzieży - opieka i wsparcie dla najmłodszych dzieci emigrantów.

W 2013 roku:
- z bezpłatnej pomocy skorzystało 1180 osób;
- w Londynie i filiach PPA przeprowadzono 876 nieodpłatnych konsultacji psychologicznych i pedagogicznych;
- zrealizowano 10 szkoleń wewnętrznych i jedno online dla 100 wolontariuszy udzielających konsultacji;
- zorganizowano szkolenie dla koordynatorów projektów z metod psychodiagnostycznych
- przy współpracy z Polską Macierzą Szkolną przeprowadzono 5 warsztatów podnoszących kwalifikacje 60 nauczycielek;
- w Polskich Sobotnich Szkołach w Londynie dyżurowali psycholodzy i pedagodzy;
- działania edukacyjne PPA zostały wykorzystane na konferencji pt.: „Młoda Polska Emigracja w UE jako przedmiot badań psychologicznych, socjologicznych i kulturowych - EuroEmigranci PL”[3]
- rozpoczęto a 20 czerwca 2014 roku zakończono badania dotyczące „Polskiej Społeczności w Wielkiej Brytanii. Integracja, partycypacja społeczna oraz samopoczucie Polaków w ujęciu psychologicznym”[4]
- zaproszono do współpracy studentów w ramach Programu Erasmus

## Finansowanie
PPA jest organizacją bez regularnych dochodów. Wszyscy wolontariusze a w tym członkowie Rady i Zarządu pracują charytatywnie.
Stowarzyszenie finansuje swoją działalność ze środków własnych (składki członkowskie), organizowanych eventów fundraisingowych oraz prowadzonych szkoleń z zakresu rozwoju osobistego. Wspierane jest również przez Polski Konsulat.

## Współpraca

### Media
- Dziennik Polski; GBritain.net; kobietawuk.info; londynek.net; Polish Weekly Magazine Cooltura; polkadot.pl

### Organizacje i Instytucje
- Broadway Charity; European Commission - Education and Culture; Kick It - stop smoking service; Mind - for better mental health; NHS; Outlook Care; Polska Macierz Szkolna, Polish Professionals in London (PPL); POLONIA; Polski Uniwersytet na Obczyznie (PUNO); POSK; Standing Together Against Domestic Violence; Stowarzyszenie Technikow Polskich (STP); Roehampton University London; The Parents Support Company